# JA of NEE?
JA of NEE? is een Nederlandse familiespelshow die sinds 5 oktober 2024 wekelijks uitgezonden wordt op de commerciële televisiezender SBS6. Het wordt gepresenteerd door Kalvijn en Britt Dekker en geproduceerd door Talpa Studios.

## Format
In JA of NEE? draait alles om het inschatten van de uitkomst van uitdagingen. Het vooraf geselecteerde 100-koppig publiek moet raden of een kandidaat of kandidaten een opdracht wel of niet succesvol zullen voltooien door zich individueel op een van de twee vakken (ja of nee) op de studiovloer te positioneren. Iedereen die het mis had, valt af. Degene die aan het eind van het spelprogramma als laatste op de vloer staat, wint een geldprijs van 25.000 euro. Als dat meer dan een persoon is, delen ze de geldprijs. Als de show nog niet afgelopen is maar er niemand meer over is, wordt de geldprijs gehalveerd en begint er een nieuwe ronde met opdrachten. 
Voorbeelden van opdrachten in de eerste aflevering waren het correct linken van tien tennissers aan hun kreungeluiden en het door een handboogschutter kapotschieten van veertig gloeilampen met drie pijlen. Er zijn ook recordpogingen voor het breken van Guinness World Records, waarbij het aanwezige publiek moet raden of deze wel of niet slagen.

## Presentatie
Naast Kalvijn die de presentatie in de studio doet, worden de opdrachten op locatie door Dekker gepresenteerd, terwijl Rob Janssen als reporter optreedt en interviews afneemt van nietsvermoedende voorbijgangers. Ook daagt hij hen uit om bepaalde opdrachten te doen.